# Yakov Rezantsev
Yakov Vladimirovich Rezantsev (em russo:  Яков Владимирович Резанцев; 17 de junho de 1973 – 25 de março de 2022) foi um tenente-general russo que comandou o 49º Exército do Distrito Militar do Sul.

## Biografia
Yakov Rezantsev nasceu em 17 de junho de 1973 na aldeia de Elbanka no distrito de Ust-Pristansky de Altai Krai.
Ele começou seu serviço militar em 1990, graduando-se na Escola Superior de Comando de Armas Combinadas do Extremo Oriente em homenagem ao Marechal da União Soviética KK Rokossovsky (1994), a Academia de Armas Combinadas (2002) e a Academia Militar do Estado Maior (2008). Ele se formou em todas as universidades militares com medalhas de ouro.
Ele passou as principais posições de comando do comandante de um pelotão de cadetes para o comandante de uma brigada de fuzileiros motorizados.
De 2010 a 2011, ele serviu como comandante da 57ª Brigada de Rifle Motorizado de Guardas Separados. De 2011 a 2013 foi comandante da 7ª Base Militar. Em 2013, ele recebeu o posto de major-general. De 2013 a 2016, atuou como Chefe do Estado Maior do 20º Exército de Armas Combinadas de Guardas do Distrito Militar Ocidental.
De 2018 a agosto de 2020 foi comandante do 41º Exército de Armas Combinadas do Distrito Militar Central (Novosibirsk). A partir de agosto de 2020, ele serviu como comandante do 49º Exército de Armas Combinadas do Distrito Militar do Sul (Stavropol).
Em 2021, foi promovido a tenente-general.
Ele realizou tarefas especiais na Síria. Em 2022, ele participou da invasão russa da Ucrânia, onde fontes ucranianas disseram que ele foi morto. Ele seria o sexto oficial-general da Rússia a ser morto na invasão e uma das duas baixas mais importantes da guerra no momento de sua morte. Sua morte não foi confirmada pela Rússia. Outro tenente-general, Andrey Mordvichev, teria sido morto por um ataque ucraniano na mesma base dias antes, em 16 de março.